# Cavalhadas em Campinas, 1850
Cavalhadas em Campinas, 1850 é uma obra baseada em um desenho de Hercule Florence. Composta em função das comemorações do cinquentenário do Museu Paulista e encomendada por Taunay, a tela em óleo data de 1943. 
A cena consiste no registro de um evento de origem medieval, que foi trazido ao Brasil pelos portugueses por meio do processo de colonização . Em função da intensa atividade econômica em Campinas , as chamadas cavalhadas tornaram-se bastante comuns na região. Como afirma Taunay na publicação de 9 de janeiro de 1944 do Jornal do Commercio, edição do Rio de Janeiro, a obra de Franz Richter consiste no momento anterior ao conflito entre os cristãos e os islâmicos .

## Descrição
A obra de Franta Richter, feita em óleo sobre tela em 1943, foi encomendada por Afonso Taunay, então diretor do Museu Paulista, e pertence ao Fundo Museu Paulista sob o número de inventário 1-19440-0000-0000. O quadro, que teve como base um desenho de Hercule Florence , possui as seguintes medidas: 48,2 centímetros de altura e 64 centímetros de largura.

## Análise
De origem medieval e intermediadas pelo processo de colonização, as cavalhadas chegaram ao Brasil e passaram a integrar a agenda das expressões culturais de muitas cidades do país . 
Campinas foi construída sobre as bases de um pouso situado no antigo caminho das minas de Goiás . Seu desenvolvimento econômico esteve atrelado à atividade açucareira, amplamente adotada entre os séculos XVIII e XIX . O intenso fluxo de pessoas nessa região criou um substrato favorável a expressões culturais e festas populares, como as cavalhadas. 
Em reportagem ao Jornal do Commercio, edição do Rio de Janeiro, publicada em 9 de janeiro de 1944, Taunay descreveu o evento que foi registrado por Florence e reproduzido por Richter:
| “ | Trata-se de uma parada de cavaleiros, uns trinta, vestidos à moda árabe. Albornozados e enturbantados de branco, montando bons cavalos quase todos negros e armados de lança. À frente desse pelotão e para ele voltado e como que comandá-lo, acha-se mais um cavaleiro, cavalgando um animal branco e revestido da mesma indumentária. O ambiente onde se passa a cena é uma grande praça que os entendidos dizem ser a da Matriz Velha em Campinas, hoje Praça Carlos Gomes. Há grande concurso de povo em torno do esquadrão, gente de todas as condições sociais e de ambos os sexos e de grande diversidade de idades. A cena deve ter ocorrido em dia de sol, pois as sacadas dos sobrados há senhoras com guarda-sóis abertos. Trata-se evidentemente de um episódio de cavalhadas. O luzido e vultoso esquadrão mouro formado espera o sinal do seu comandante para se dirigir à arena onde terá e se defrontar com o dos christãos, provavelmente tão numeroso e bem apresentado quanto ele. | ” |

## Contexto
A obra de Franta Richter foi encomendada em função das comemorações do cinquentenário do Museu Paulista e data de 1943. 
Como afirma Taunay em publicação do Jornal do Commercio, edição do Rio de Janeiro,  o acesso ao desenho original de Florence, executado por volta de 1850, deu-se por meio de fotografia .